# Stemona griffithiana
Stemona griffithiana är en enhjärtbladig växtart som beskrevs av Wilhelm Sulpiz Kurz. Stemona griffithiana ingår i släktet Stemona och familjen Stemonaceae.
Artens utbredningsområde är Burma. Inga underarter finns listade.